# 竹野鉱山
竹野鉱山（たけのこうざん）は、兵庫県豊岡市竹野町（旧城崎郡竹野町）にあった鉱山。

## 概要
竹野鉱山は現在の兵庫県豊岡市竹野町にあった鉱山で、金や銀を産出していた。「たけのこ村」管理棟の裏山に精錬所があった。
農業の合間に、女性も含めて竹野鉱山へ出稼ぎに行った。

## 年表
- 1905年（明治38年）以前 - 中竹野村轟字阿古谷で金・銀鉱脈発見[3]。
- 1905年（明治38年） - 東京の河野蘭が採掘許可を得た[3]。
- 1912年（大正元年） - 久原鉱業株式会社が買収し、本格的な採掘開始[3]。
- 1914年（大正3年） - 火力発電による空気圧搾機稼働開始、職員住宅に電灯設置[3]。
- 1920年（大正9年） - 下塚地区の奥虫谷で金鉱脈が発見され、大谷川の左岸に沿って軌道新設[3]。
- 1923年（大正12年） - 阿古谷坑の採掘が終わり、東大谷地区に鉱山の主力が移った[3]。
- 1931年（昭和6年） - このころ、268人（一戸当たり4.12人）が鉱山宿舎に居住[4]。
- 1939年（昭和14年） - 東大谷地区の斜面に精錬所完成[3]。
- 1943年（昭和18年）4月1日 - 太平洋戦争に伴って精錬所取り壊し[3]。
- 1949年（昭和24年） - 竹野鉱山閉鎖[3]。

## 施設
竹野鉱山周辺には病院・浴場・理髪店があったほか、大集会所では映画の上映も行われていた。
製錬所ができる前は、鉱石が選鉱ののち積出場に送られ、馬のトロッコにより竹野駅西側の鉱石専用プラットホームに運ばれ、竹野駅からは貨物車に積み替えられて大分県の佐賀関精錬所で精錬された。

## ギャラリー

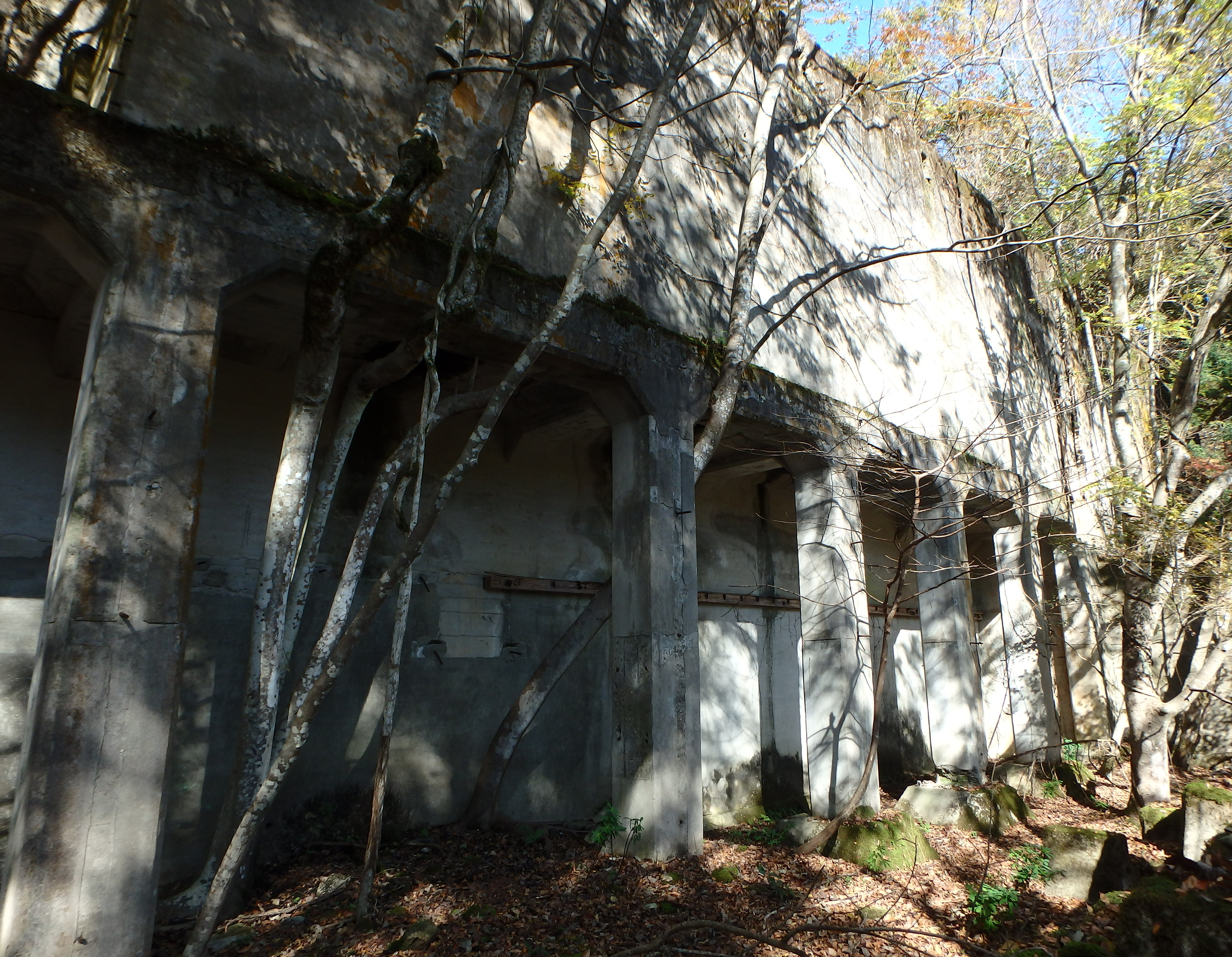
竹野鉱山選鉱場跡に伴う構造物
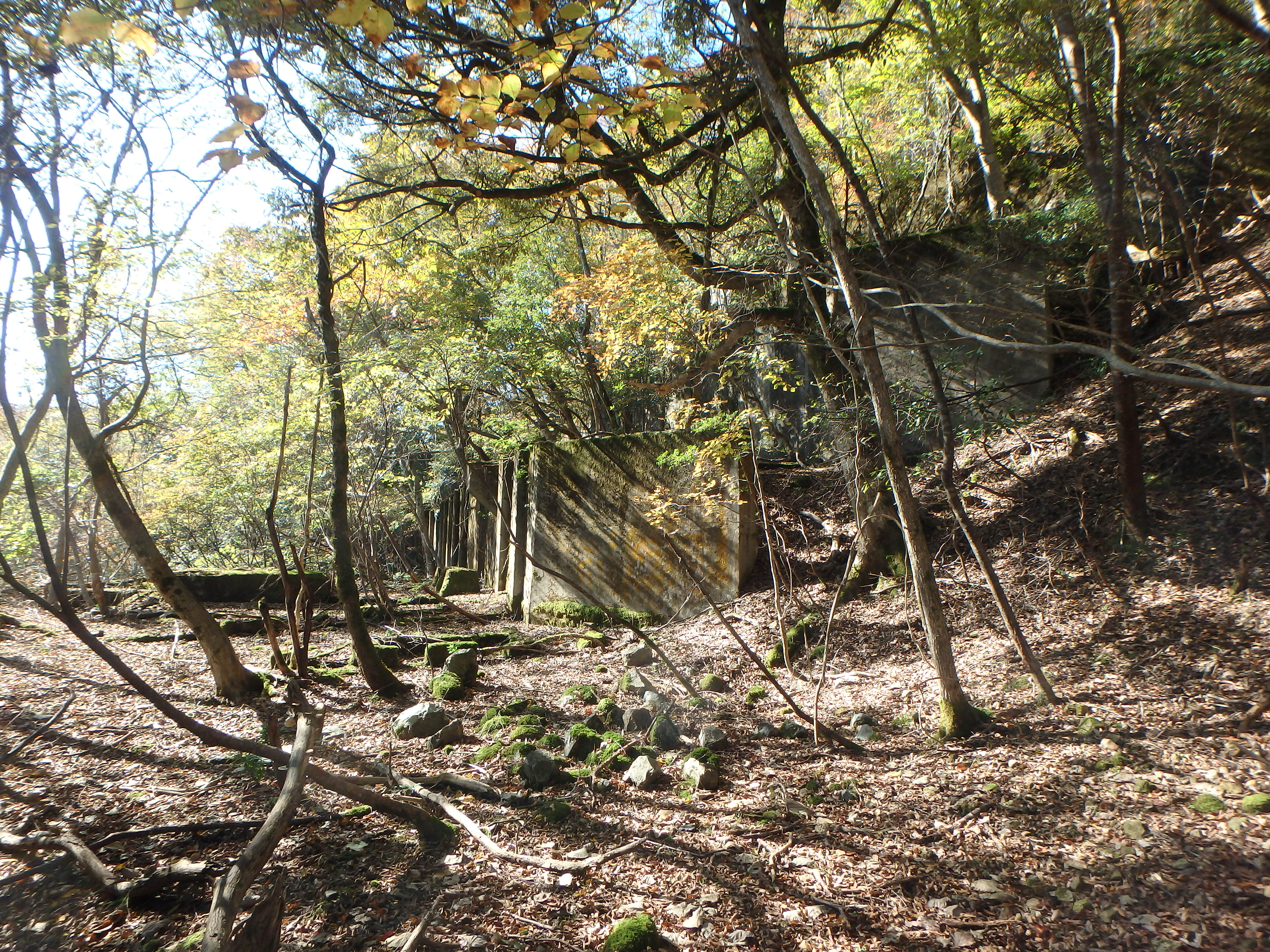
竹野鉱山選鉱場跡と平坦面
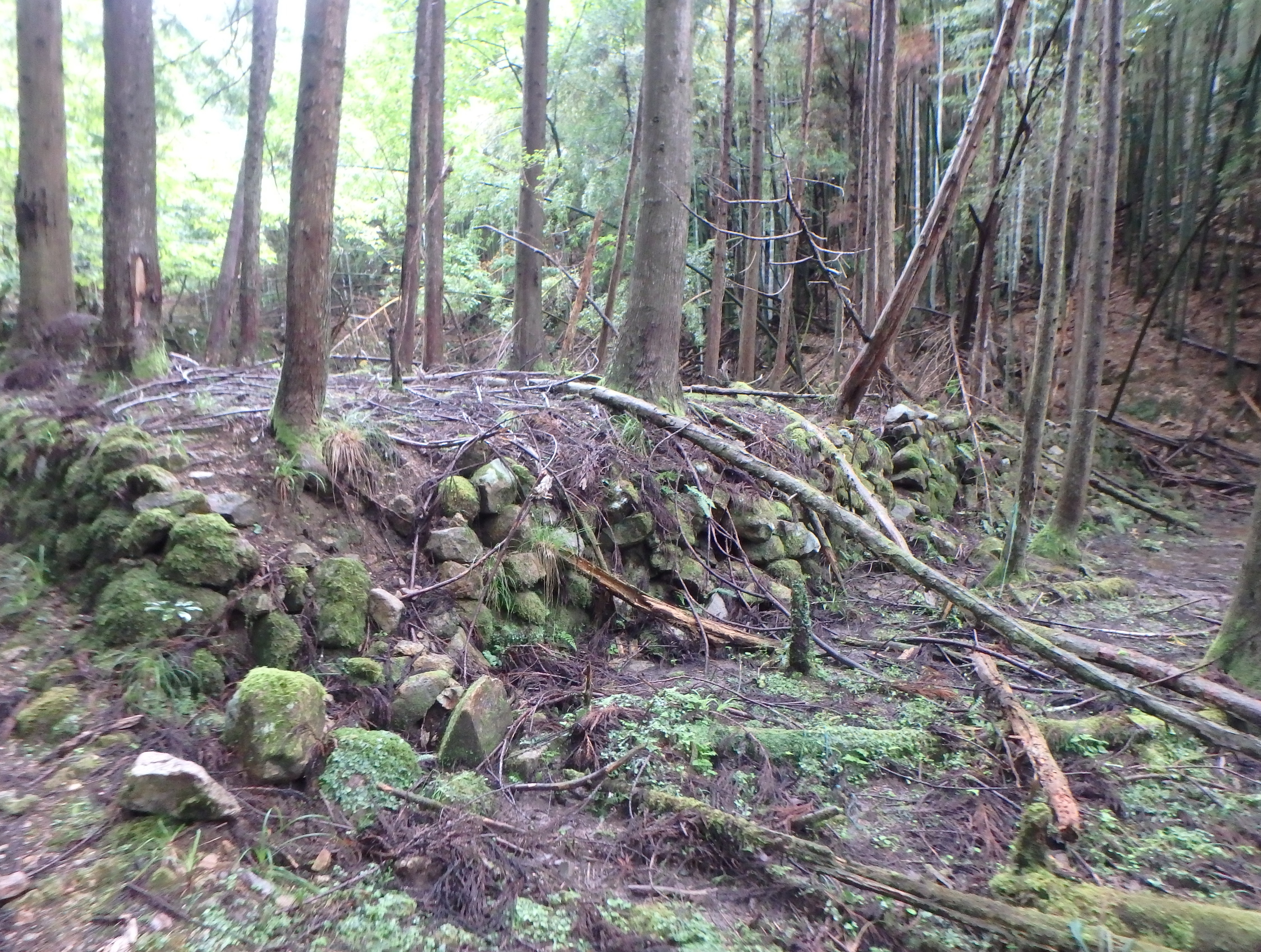
竹野鉱山に伴う石積み
竹野鉱山坑道内
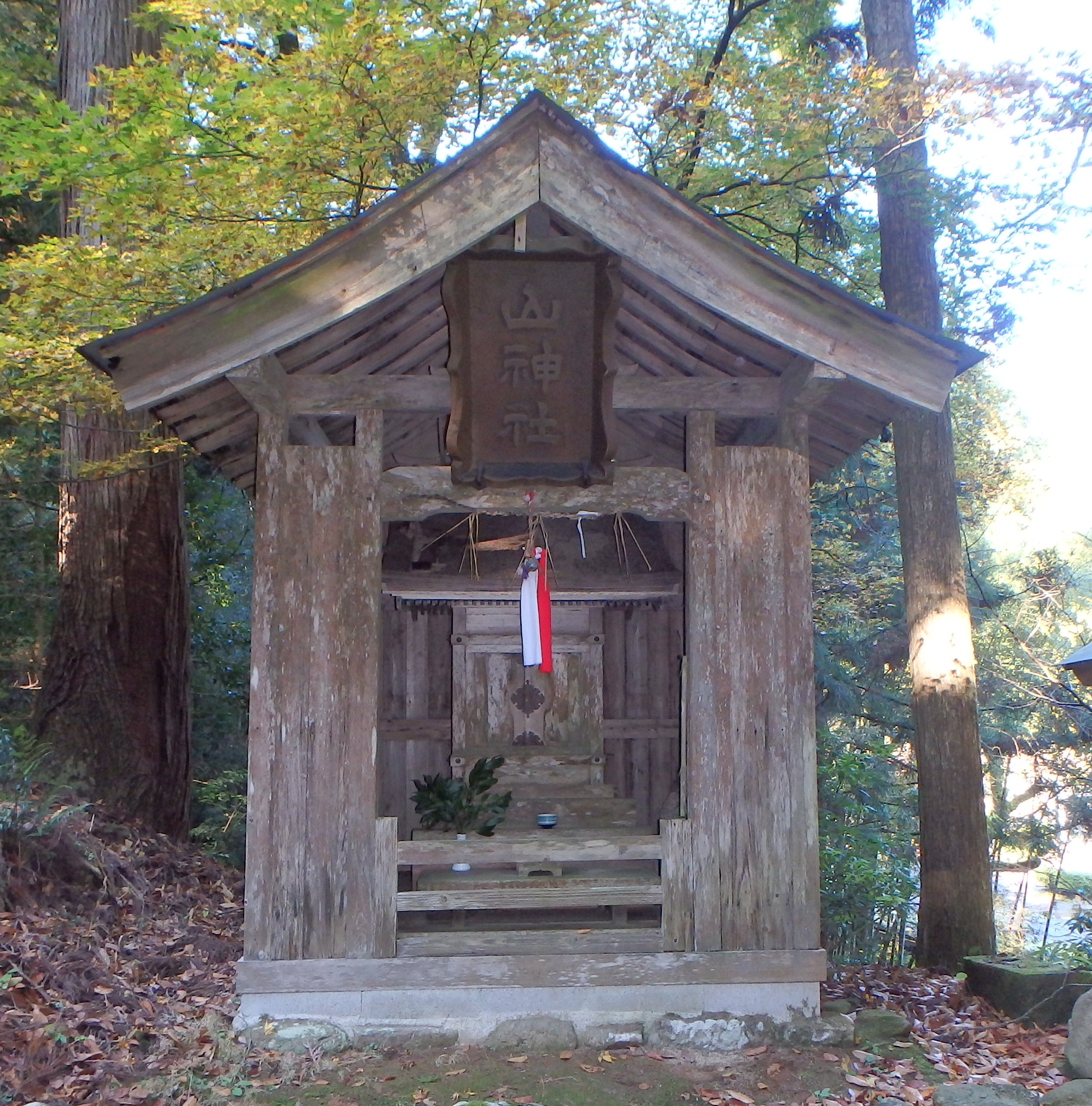
竹野町東大谷の山神社